# AGEOD's American Civil War
Pour les articles homonymes, voir Civil War.
AGEOD's American Civil War est un wargame de grande stratégie développé par AGEOD et publié sur PC en 2007.

## Synopsis du jeu
Il s'agit d'une simulation historique stratégique et opérationnelle, avec un moteur en tour par tour simultané (système WEGO) qui met les joueurs aux commandes de l'Union (nordistes) ou de la Confédération (sudistes) pendant la Guerre de Sécession américaine (1861-1865).
Les joueurs représentent les chefs militaires et politiques de leurs nations et tentent de conduire leurs forces (armées et flottes) à la victoire, au milieu d’opérations difficiles au cours de cinq années d’intenses campagnes qui ont déchiré l’Amérique.
Chacune des années de campagne entre 1861 et 1865 est jouable dans le cadre d’un scénario indépendant. Des campagnes plus élaborées, couvrant plusieurs années du conflit, et même sa totalité seront aussi disponibles.

## Points forts de la simulation
- Le moteur de BOA avec une IA militaire améliorée,
- Un jeu qui alterne des phases où l’on donne des ordres suivies de phases d’exécution simultanées de ceux-ci (système connu sous le nom de WEGO),
- A l'instar de la série Civilization de Sid Meier, le jeu est Facile à jouer mais difficile à maîtriser, vous pourrez jouer quelques heures ou beaucoup plus longtemps lors des grandes campagnes ou vous prendrez la place des dirigeants politiques et militaires d'un des deux camps.
- 11 scénarios et 5 Campagnes aux choix,
- La plus grande carte (pour un jeu sur ordinateur) jamais réalisée de la Guerre de Sécession, notamment avec une richesse inégalée de détails et un aspect d’époque unique,
- Deux camps jouables, des dizaines de troupes différentes, des centaines d’événements, plus de 300 chefs historiques avec des capacités uniques,
- Organisez des divisions, des corps et des armées, gérez votre ravitaillement et votre moral, utilisez la mer, les rivières ou les voies ferrées pour vous déplacer, et mettez les bons chefs au commandement (si les politiciens vous le permettent !),
- Battez-vous pour réunifier la nation (USA) ou obtenir l’indépendance (CSA): la victoire peut être militaire ou politique, car la volonté nationale va jouer un rôle crucial

## Accueil
| AGEOD's American Civil War |      |       |
| Média                      | Pays | Notes |
| GamesRadar+                | US   | 4/5   |
| GameSpy                    | US   | 3/5   |
| GameZone                   | US   | 7/10  |
| IGN                        | US   | 62 %  |
| Jeuxvideo.com              | FR   | 14/20 |
| Joystick                   | FR   | 8/10  |